# Vyšná Boca
Vyšná Boca es un municipio del distrito de Liptovský Mikuláš en la región de Žilina, Eslovaquia, con una población estimada a final del año 2024 de 93 habitantes.
Se encuentra ubicado al sureste de la región, cerca del curso alto del río Váh (cuenca hidrográfica del Danubio), de los montes Tatras y de la frontera con Polonia y las regiones de Prešov y Banská Bystrica.

## Demografía
| Año        | 1994 | 2004    | 2014    | 2024     |
| ---------- | ---- | ------- | ------- | -------- |
| Población  | 107  | 108     | 109     | 93       |
| Diferencia |      | +0,93 % | +0,92 % | −14,67 % |

| Año        | 2023 | 2024    |
| ---------- | ---- | ------- |
| Población  | 94   | 93      |
| Diferencia |      | −1,06 % |